# Aurlandsvangen
Aurlandsvangen är en tätort som utgör centralort i Aurlands kommun i Vestland fylke. Orten ligger på östsidan av Aurlandsfjorden vid Aurlandselvas utlopp. Vangen kirke är från 1200-talet, och är den största medeltida kyrkan i Sogn.
Genom tätorten går E16 mellan Oslo och Bergen; mot öst går den genom världens längsta vägtunnel, Lærdalstunneln, och mot väst via Flåm till Gudvangen genom landets näst längsta vägtunnel, Gudvangentunneln. Från Aurlandsvangen går riksväg 50 via Vassbygdi över fjället till Hol i Hallingdal.